# Galilea

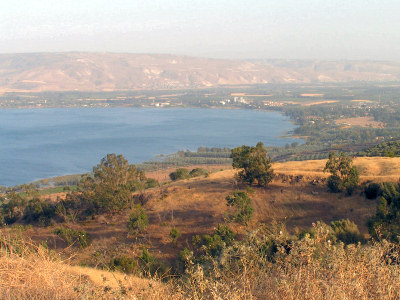
Widok na Jezioro Tyberiadzkie ze Wzgórzami Golan w tle

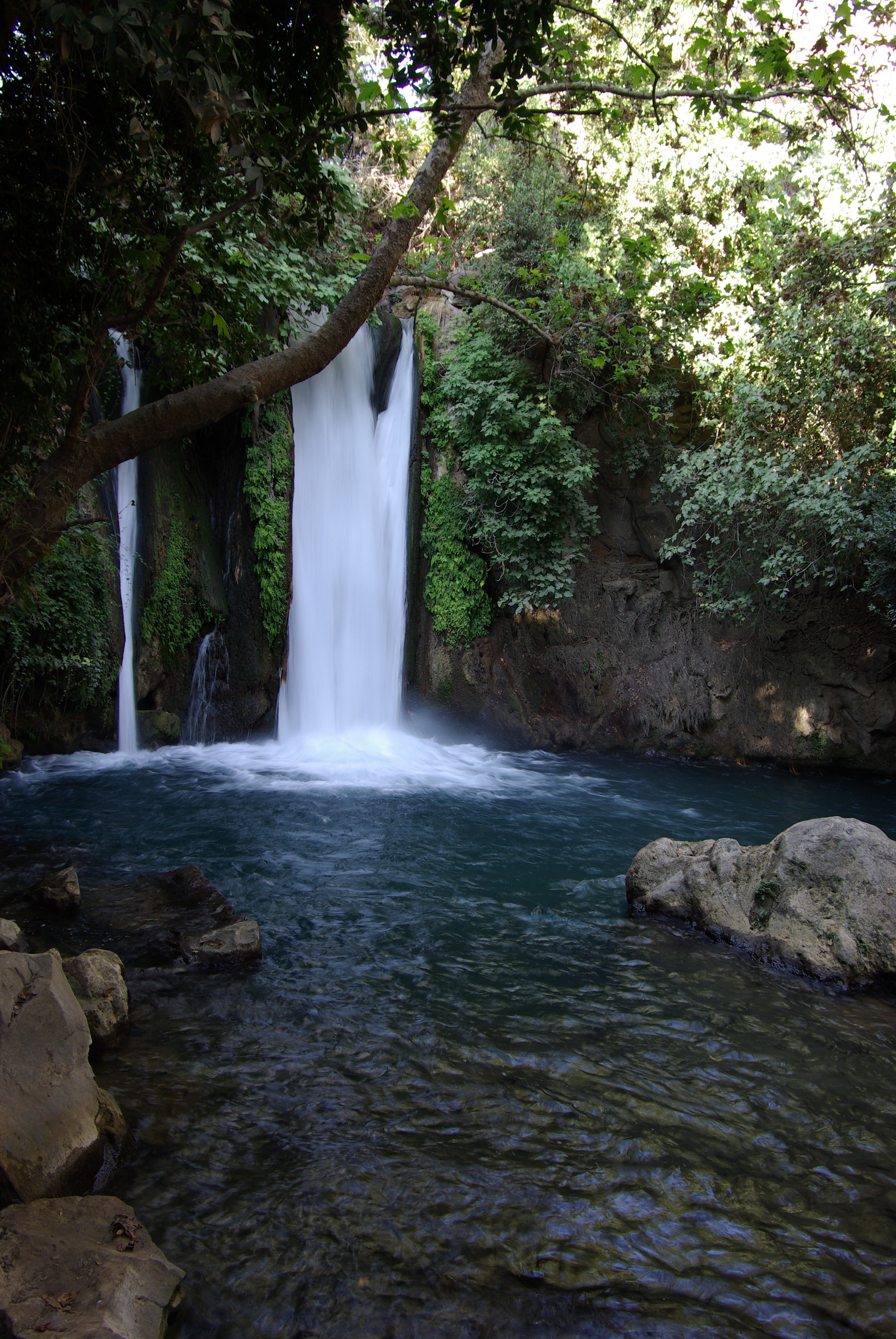
Wodospady Banias na północy Galilei

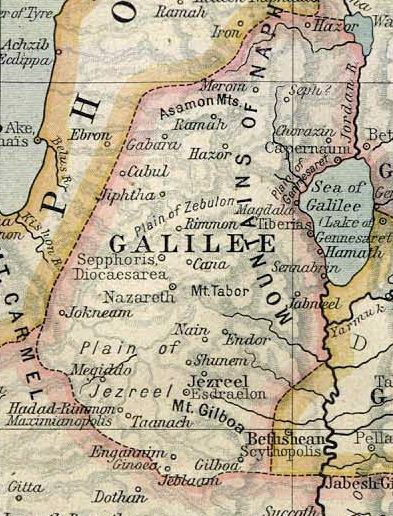
Galilea, ok. 50 n.e.

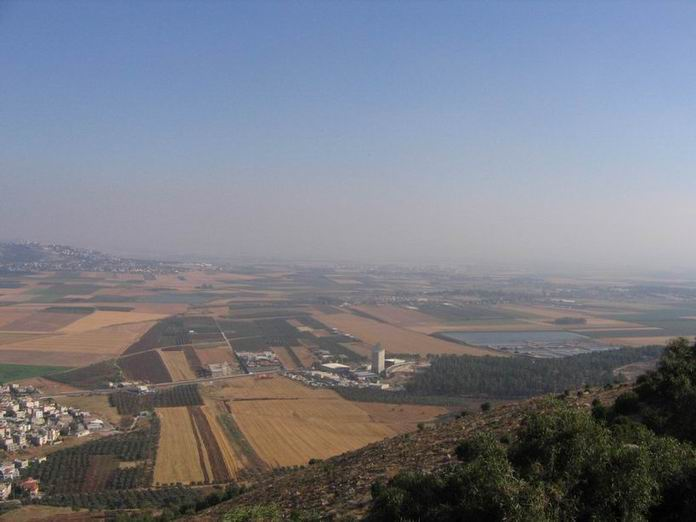
Dolina Jezreel

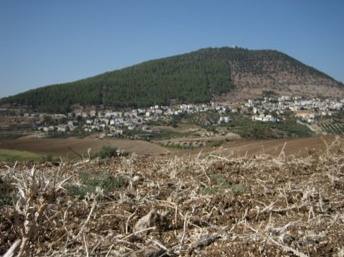
Góra Tabor

Galilea (hebr. ‏הַגָּלִיל‎ ha-Galil; arab. ‏الجليل‎ al-Dżalil; gr. Γαλιλαία) – kraina historyczna w północnym Izraelu i w południowym Libanie, między Morzem Śródziemnym a rzeką Jordan.
Jako arena działalności Jezusa Chrystusa, opisanej w Ewangeliach, stanowi kolebkę chrześcijaństwa.
Tradycyjnie dzieli się na trzy regiony:
- Górna Galilea
- Dolna Galilea
- Zachodnia Galilea.

## Geografia
Galilea zaczyna się na północy u podnóża góry Hermon (2814 m n.p.m.), a na południu opiera się na wzgórzach Gilboa i Karmel. Na wschodzie granicę Galilei wyznaczają Wzgórza Golan i Rów Jordanu, a na zachodzie wybrzeże Morza Śródziemnego i Dolina Jezreel.
- Górna Galilea graniczy na północy z Libanem i Doliną Bet ha-Kerem Dolina na południu. Wschodnią granicę stanowi Jezioro Tyberiadzkie i Wzgórza Golan. W kierunku północnym wyciąga się tzw. „Palec Galilei” (hebr. אצבע הגליל, Etzba HaGalil), w którym znajdują się miasteczka Kirjat Szemona i Metulla. Nad tym regionem majestatycznie wznosi się masyw najwyższej w Izraelu góry – Hermon (2814 m n.p.m.).
- Dolna Galilea dochodzi do wzgórz Karmel i Gilboa na południu i Doliny Bet ha-Kerem na północy. Jej wschodnią granicę wyznacza rzeka Jordan.
- Zachodnia Galilea rozciąga się wzdłuż wybrzeża Morza Śródziemnego, zaczynając się na północ od miasta Hajfy i kończąc się w Rosz ha-Nikra, na granicy z Libanem.

Większa część Galilei to skalisty teren położony na wysokości około 500–700 m n.p.m. Kilka gór wznosi się wyżej ponad okoliczne wzgórza, m.in. góra Meron (1208 m n.p.m.). W Dolnej Galilei charakterystycznym szczytem jest góra Tabor (575 m n.p.m.).
Galilea charakteryzuje się stosunkowo niską średnią temperaturą roczną i dużym poziomem opadów, co czyni z tej części kraju centrum fauny i flory. Duże obszary leśne i kolorowe kwiaty czynią z Galilei popularną atrakcję turystyczną Izraela.

## Historia
Według Biblii izraelski król Salomon powołał w X wieku p.n.e. króla Tyru Hirama I do wycięcia i dostarczenia drzewa z gór Neftalego. Hiram wywiązał się z powierzonego zadania i nazwał góry „ziemią Cabul”, w języku hebrajskim Galil.
W czasach rzymskich (od podboju w 64 p.n.e.) Galilea stanowiła część żydowskiego państwa tetrarchy Heroda Antypasa (ok. 22 p.n.e.–po 39 n.e.; syn Heroda Wielkiego). Z Galilei pochodził Jezus Chrystus.
Od 638 znajdowała się pod arabskim panowaniem. Około 900 kontrolę nad Galileą przejęli Fatymidzi. W czasie wypraw krzyżowych, utworzono Księstwo Galilei, które było częścią Królestwa Jerozolimskiego. Przez następne stulecia należała do Imperium Osmańskiego.
Na początku XX wieku w Galilei zaczęli ponownie osiedlać się Żydzi. W wyniku wojny izraelsko-arabskiej 1948 Galilea znalazła się w granicach państwa Izrael. Większość Arabów uciekła wówczas do sąsiednich krajów arabskich (Liban i Syria). Rozbudowywane żydowskie osiedla znajdowały się przez długie lata pod nieustannym ostrzałem syryjskiej artylerii. Ostrzał ustał w 1967, gdy Izrael zajął Wzgórza Golan.
W latach 70. i 80. XX w. Organizacja Wyzwolenia Palestyny rozwinęła swoją działalność terrorystyczną z Libanu, atakując izraelskie cele w Galilei. W odpowiedzi, w 1979 Izrael przeprowadził wojskową operację „Litani”, a w 1981 operację „Peace of the Galilee”. W ich wyniku zniszczono infrastrukturę OWP w Libanie i zapewniono bezpieczeństwo Galilei. W 2000 izraelska armia wycofała się z terytorium Libanu. Od tego momentu trwają graniczne starcia z Hezbollahem.

## Współczesność
Współczesna Galilea jest jednym z ważniejszych regionów Izraela, charakteryzującym się dużą (50%) populacją Arabów, w tym druzów.
„Sercem Galilei” jest rejon miast Karmiel, Nazaret, Ma’alot-Tarszicha, Migdal ha-Emek i Afula. Innymi ważnymi miastami Galilei są: Akka, Safed, Tyberiada i Kirjat Szemona. Portowe miasto Hajfa, pomimo faktu, że leży poza Galileą, stanowi administracyjne i komercyjne centrum regionu.
Górzysty teren spowodował, że osadnictwo w Galilei opiera się na małych wioskach położonych w dolinach przy głównych drogach. Linia kolejowa Rakewet Jisra’el znajduje się jedynie na wybrzeżu Morza Śródziemnego i dociera do Naharijja. Okolica obfituje w uprawy rolnicze i stanowi wielkie bogactwo turystyczne Izraela. W ostatnich latach rozwijają się strefy przemysłowe, w których powstają nowe zakłady rozwijające najnowsze technologie informatyczne i komputerowe.
Wielu Izraelczyków spędza swoje wakacje w Galilei, która posiada szeroką ofertę usług turystycznych, rekreacyjnych, hotelowych i gastronomicznych. Większość kibuców oferuje hotele i pokoje do wynajęcia. Niektóre całkowicie specjalizują się w usługach turystycznych.